# جام ملت‌های اقیانوسیه ۱۹۷۳
جام ملت‌های اقیانوسیه ۱۹۷۳ اولین دوره از مسابقات جام ملت‌های اقیانوسیه بود که توسط کنفدراسیون فوتبال اقیانوسیه برگزار شد. در پایان مسابقات تیم ملی فوتبال نیوزیلند برای اولین بار به مقام قهرمانی رسید.